# Proctacanthella exquisita
Proctacanthella exquisita là một loài ruồi trong họ Asilidae. Proctacanthella exquisita được Osten-Sacken miêu tả năm 1887.